# Szent Pakhomiosz
Thébai Szent Pakhomiosz (latinul: Pachomius Tabennisiensis, ógörögül: Παχώμιος, koptul: Ⲡⲁϧⲱⲙ), (287 vagy 292 – 346. május 9.) egyiptomi remete, az első szerzetesi közösségek szervezője.

## Neve
Pakhomiosz neve kopt eredetű: pakhōm (kopt írással ⲡⲁϧⲱⲙ) az akhōm - ⲁϧⲱⲙ: „sas vagy sólyom” szóból (a [p]- ⲡ - a szó elején a kopt határozott névelő), a középegyiptomi nyelvű akhem - ꜥẖm „sólyom” szóból, eredetileg „isteni képmás” volt a jelentése. A görög nyelvbe Παχούμιος, illetve Παχώμιος alakban került át. A görög népi etimológia szerint a pakhosz- pákhos (παχύς) „vastag, nagy” és az omosz - ômos (ὦμος) „váll” szóból néha „széles vállú” jelentéssel értelmezték.

## Élete
Pakhomiosz Sznében született Alsó-Egyiptomban pogány családban. 20 éves kora körül besorozták a császári hadseregbe. Thébába érve viszont börtönbe vetették. Este a helyi lakosok élelmet vittek a foglyoknak, Pakhomiosz pedig megkérdezte őket, hogy kicsodák? Megtudta, hogy keresztények, és a Menny Istenének kedvéért bánnak így a foglyokkal. Pakhomiosz ekkor találkozott életében keresztényekkel. Éjjel imádkozott a keresztények Istenéhez, hogy szabadítsa ki, s akkor élete minden napján az emberiséget fogja szolgálni. Nemsokára feloszlatták a sereget, Pakhomiosz pedig szabad lett.
Dél felé indulva megállt Senészet keresztény faluban, ahol megfelelő előkészület után megkeresztelték. Azon az éjjel álmot látott: fejére harmat hullott, jobb kezéből pedig méz ömlött le az egész Földkerekségre.
Ezek után a faluban betegápoló lett, majd – miután elhatározta magát a remete életre – 7 évet töltött az idős Szent Palamon irányítása alatt. Ekkor újra látomása volt: építsen hajlékot, mert az emberek sokasága özönlik hozzá. Valóban, hamarosan megjelentek a tanítványok: először saját öccse, János, majd kopt parasztok (fellah-ok[forrás?]) csatlakoztak hozzá. Pakhomiosz fokozatosan alakította tanítványait közösséggé (koinónia) a közös ima, munka, étkezések által. Kezdeti nehézségek után olyan sok jelentkező kért bebocsátást, hogy újabb és újabb – összesen 9 – kolostorok alapítása vált szükségessé. Első alapítását (323)l, Tabennest kedves tanítványára Theodoroszra hagyva a második kolostor, Phbou élén állapodott meg. Ez utóbbi lett később a monostorok központja is.
Pakhomiosz jó kapcsolatban állt a helyi püspökökkel, különösen az alexandriai pátriárkával Szent Atanázzal, aki fel is kereste őt. Nem sokkal halála előtt a püspökök maguk elé idézték, hogy kikérdezzék látomásairól és a lélekbelátás (diakrisis) adományáról.
Pakhomiosz 346-ban hunyt el mintegy 54–59 éves korában.

## Művei
Pakhomiosz első életrajzát szerzetesei és utóda, Theodorosz állította össze. Kopt és görög nyelvű változatai ismertek. Ugyancsak kopt nyelven marad ránk Pakhomiosz több katekézise, és regula-töredékei is. Ezeket Szent Jeromos fordította latinra és szerkesztette egybe. Ismeretes még szerzetesekhez intézett intelme és 11 levele, valamint az életével foglalkozó nagyszámú legenda. Érdekes viszont, hogy tanításából semmit sem hoz az Apophthegmata Patrum, amiben közrejátszhatott az Alsó-Egyiptom cenobitái és Felső-Egyiptom anakhorétái közötti ellentét.

## Közösségszervezése
Amikor Pakhomiosz monachosz lett, Alsó-Egyiptomot már számos remete, ill. laza közösség népesítette be. Ami alapításaiban eredetien új volt, az a csoportok helyetti testvéri közösség létesítése volt, amelyet az imádság, a munka és a közös javak kötöttek össze. Példaként az első jeruzsálemi közösség szolgált, ahol a tagoknak mindenük közös volt. Nem a szívek egyszerű egységéről, hanem tényleges kommunióról volt már szó, ami a kölcsönös szolgálat számtalan formájában mutatkozott meg.
Pakhomiosz magát testvérei alázatos szolgájának tartotta – és ezt a magatartást kívánta meg a többi elöljárótól is. Tanításában az engedelmesség nem egyszerű aszkézis, hanem a közösség szolgálatának cselekedete volt. Sajátos elgondolása a kolostori élet kezdetét a keresztség elé tette, azaz több kereszteletlen már a kolostori életben készült fel a keresztelésre. Egy keresztelést (és a húsvétot) valamennyi szerzetes együtt ünnepelte Phbouban. Ezekből is következően Pakhomiosz kolostoraiban nem egyszerű fogadalomról beszéltek, hanem a keresztség követelményeiről. Ez pedig a feltétlen hűség Isten parancsai iránt a Szentlélek gyümölcsei elnyerésének távlatában. Tabennesi lelkiségét tehát maga a Szentírás határozta meg. Maga Pakhomiosz amikor csak tehette, éjjel és nappal, félhangon szentírási szövegeket mormolt. Kapcsolatban maradni Istennel Szent Szava által: ez volt a kolostorban a fő imamód.

## Kolostori élet
A közösség életét Pakhomiosz aprólékos rendszabályokkal segítette. Trombitaszóra kellett indulni mindenkinek a közös gyakorlatra, hallgatagon, szemlesütve. Aki késett, penitenciát tartott. Az asztalnál senki sem figyelhette a másikat és az étkezés fedett fejjel történt. Az éjszakai nagy hallgatást különösen tiszteletben kellett tartani. Senki sem léphetett (szerzetes)testvére cellájába, nem érinthette meg a másikat, nem tarthatott meg semmit, valamint a lehullott gyümölcshöz sem nyúlhatott. (!) A közösségi szolgálat hetenként váltásban volt ellátva. Kötelező volt gondoskodni a betegekről. (A kolostor szakácsa kapott büntetést, ha a beteg valamiben hiányt szenvedett.)
Ugyanakkor ezek mellett is kiemelendők Pakhomiosz bölcs és mértéktartó rendelkezései – szemben például a Szíriában elterjedt aszkétikus szokásokkal.
Pakhomiosz húga, Mária követte fivére példáját a szerzetesi életben. Egy idő után Pakhomiosz testvérének, illetve az őt követő női tanítványoknak a férfi monostor közelében – az ottani folyó túloldalán – házat építtetett. A klauzúra nem volt teljes és a – férfi apát mellett – női elöljárónak is megvolt bizonyos tekintélye. (Pl. női szerzetes [monacha] temetésén mindkét közösség megjelent.) Viszont nem ismert, hogy Pakhomiosz reguláját alkalmazta-e a női kolostorra is.
Pakhomiosz cenobita monachizmusa földrajzilag Afrikában, és valamelyest Kis-Ázsiában terjedt el. Kolostorai évszázadokon át virágzottak. Phbou monostora 1000 körül ellenséges támadás áldozta lett. A Fehér monostorban Szent Senute idején (5. század) ugyan Pakhomiosz életszabályát vették át, de megszigorították, és meghagyták az anachoréta életmódot is. Szent Jeromos fordításainak köszönhetően, Pakhomiosz közösségi eszménye elterjedt a nyugati, latin területeken is, valamint hatott a rendalapító Nursiai Szent Benedekre. Emellett több latin közösség Pakhomiosz hagyományai alapján rendezte be életét – olykor szokások eredetének ismerete nélkül.

## Művei magyarul
- Szent Pakhomiosz és az Angyali Regula; közread. Puskely Mária; Jel, Bp., 2015 (Keresztény lelkiség könyvtára) ISBN 9786155147562, 136 p.